# Trichomanes caluffii
Trichomanes caluffii là một loài dương xỉ trong họ Hymenophyllaceae. Loài này được C.S mô tả khoa học đầu tiên năm 2001.
Danh pháp khoa học của loài này chưa được làm sáng tỏ. 